# Leila Chudori
Leila Salikha Chudori, née le 12 décembre 1962, est une journaliste et femme de lettres indonésienne.

## Biographie
Fille du journaliste Muhammad Chudori, elle est née à Jakarta. Les premières histoires qu'elle publie le sont dans des magazines pour enfants : Si Kuncung, Kawanku and Hai alors qu'elle n'a que 12 ans. Elle étudie, en sciences politiques et sur le développement, à l'Université de Trent en Ontario, au Canada. Elle obtient son diplôme en 1988, et revient en Indonésie travailler pour les magazines Jakarta Jakarta et Tempo. En 1994, ce second magazine est interdit sous la présidence, autoritaire, du général Soeharto, puis reprend sa publication en 1998, quand Soeharto quitte le pouvoir.
Concomitamment, elle est critique de cinéma et écrit aussi des scénarios pour des séries de télévision telles que Dunia Tanpa Koma. En 2007, elle reçoit un prix du meilleur scénariste pour la télévision au Bandung Film Festival. En 2008, elle écrit le scénario d'un film, Drupadi. En 2009, elle publie un recueil de nouvelles : 9 Dari Nadira. Elle se lance ensuite dans l'écriture de romans historiques : Pulang (Retour), qui relate l'exil d'Indonésiens durant la période de purge anticommuniste du milieu des années 1960, puis Laut Bercerita (La Mer dit son nom), qui retrace la lutte pro-démocratie des mouvements estudiantins ayant contribué à la démission du général Soeharto en 1998.
Sa fille Rain Chudori écrit également des nouvelles.

## Principales publications
- Malam Terakhir (Le dernier soir), recueil de nouvelles, 1989.
- 9 Dari Nadira, recueil de nouvelles, 2009[6].
- Pulang, roman, 2012[7], récompensé d'un Khatulistiwa Literary Award[8].
- Laut Bercerita, roman, 2017, récompensé du prix des écrivains de l'Asie du Sud-Est (S.E.A. Write Award) pour l'Indonésie[9].